# Maumke
Maumke ist ein Ortsteil der Stadt Lennestadt im Kreis Olpe in Nordrhein-Westfalen.

## Lage und Verkehr
Maumke liegt zwischen den Orten Meggen im Osten, Germaniahütte im Westen und Bonzelerhammer im Süden. Durch den Ort verlaufen die Bundesstraße 236 und die Ruhr-Sieg-Strecke. Der nächste Bahnhaltepunkt befindet sich im Nachbarort Meggen oder in Grevenbrück. Im Busverkehr ist Maumke an die Orte Altenhundem und Grevenbrück/Finnentrop angebunden.

## Geschichte
Eine ständige Besiedlung des Talkessels um Maumke ist ab dem 9. Jahrhundert anzunehmen. Die Anzahl der als Lehen bewirtschafteten Höfe erreichte die Zahl 11, welche jahrhundertelang nicht überschritten wurde. Die Siedlung trug den Namen Motenbeke, aus dem sich später die Ortsbezeichnung Maumke entwickelte. Die Herrschaft hatten die „Herren von Motenbeke“ inne, die vermutlich der Sippe der Vögte von Hundem entstammten. Für die Zeit um 1300 sind 11 Hofstellen nachgewiesen, die teils als Vollerwerb und teils als Nebenerwerbe (Kotten) betrieben wurden. Einige Namen der Hofstellen sind noch heute im Maumke und Umgebung geläufig (u. a. Hufnal (Hufnagel), Duwenhögger, Struik (Struck), Heidschötter). Im Jahr 1395 gelangten die Vögte von Elspe zu Besitz in Maumke und verdrängten die Nachkommen der Vögte von Hundem, das alte Geschlecht der Herren von Motenbeke ging unter. In einem Schatzungsregister (diente der Erhebung von Abgaben) aus 1543 werden für Momicken (Maumke) 11 Schatzpflichtige genannt, was etwa mit der Anzahl der um 1300 vorhandenen Hofstellen übereinstimmt. Geht man davon aus, dass je Hof bzw. je Schatzpflichtigen ca. 6 Familienangehörige anzusetzen sind, so dürften in der Zeit von 1300 bis 1550 etwa 65 bis 75 Menschen in Maumke gelebt haben.
Zeitweise konnten sich in Maumke die Eisenbearbeitung und das Hüttenwesen etablieren. Es begann um 1750 mit dem „Maumker Hammer“ und endete mit der Schließung des „Walzwerks Christinenhütte“im Jahr 1929. Aufgrund der unmittelbaren Nachbarschaft des Bergdorfes Meggen profitierte Maumke von dem dort beginnenden Bergbau, der einherging mit der Eröffnung der Bahnlinie Ruhr-Sieg-Strecke im Jahr 1861. Der Bergbau kam allerdings im Jahr 1992 zum Erliegen. Stabilisierend wirkte sich aus, dass in anderen Ortsteilen von Lennestadt  eine Anzahl mittelständischer Betriebe in den Bereichen Elektrotechnik, Eisen und Metallbe- und -verarbeitung entstanden waren, die neue Beschäftigungsmöglichkeiten boten.
Ende Juni 2020 zählte Maumke 2.162 Einwohner. Der Ausländeranteil von 15,2 % ist vergleichsweise hoch (Stadtgebiet 9,4 %), was auf die Zuwanderung von Gastarbeitern zu Zeiten des Bergbaus im benachbarten Meggen beruht. Überdurchschnittlich ist mit 20,6 % (Stadtgebiet 20,0 %) auch der Anteil der jugendlichen bis 18 Jahre alten Einwohner. Im Ort befindet sich ein katholischer Kindergarten, einzige Schule ist die Franziskus-Schule (ehemals Osterfeld-Grundschule), als Teilstandort der Franziskus-Schule in Meggen.
In der Nähe des Ortes befindet sich der Sowjetische Ehrenfriedhof (im Volksmund auch „Russenfriedhof“ genannt). Er wurde vermutlich im Jahre 1944 nach dem Unglück in der Bergwerksgrube Sachtleben angelegt, weil auf den Friedhöfen in Meggen und Maumke nur katholische Verstorbene beigesetzt werden durften. Der Gedenkstein ist am 20. Juli 1945 auf Weisung der Sowjetischen Militärmission errichtet worden. Er erinnert an die verstorbenen und verunglückten russischen Zwangsarbeiter; insgesamt sind 98 Gräber bekannt. Nähere Einzelheiten enthält die bebilderte Dokumentation zur Eintragung des Ehrenfriedhofs in die Denkmalliste der Stadt Lennestadt.

## Kirche
→ siehe Hauptbeitrag: St. Agatha (Maumke)
Die heutige Agathakirche ist der Nachfolgerbau der Lucia-Kapelle, die sich an gleicher Stelle befunden hatte. Diese wird 1631 erstmals erwähnt und der Lucia-Altar wurde im Juli 1647 geweiht. Aufgrund massiver Renovierungsbedürftigkeit wurde die Kapelle 1885 abgerissen und am 19. März 1885 der Grundstein für die neue Agathakirche gelegt.
Im Jahr 1923 fand eine Erweiterung der Kirche um ein Querschiff statt. Im Spätherbst 1939 wurde ein neuer Kirchturm errichtet, in dem drei Glocken Platz fanden. Allerdings mussten die Glocken zwangsweise für Kriegszwecke abgegeben werden. Erst im Jahr 1949 konnten neue Glocken angeschafft und geweiht werden. In den Jahren 1977 und 1978 wurde die Kirche umfangreich renoviert.

## Panoramablick auf das Bergbaudorf Maumke

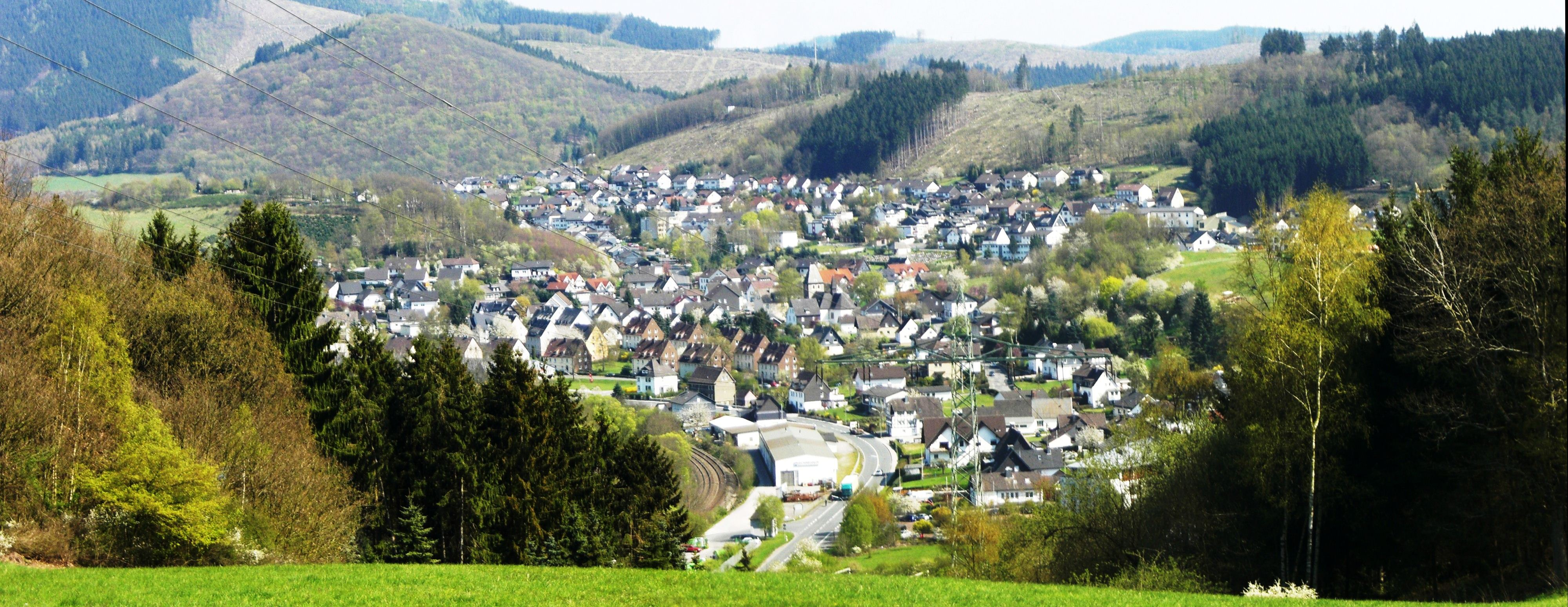
Blick vom Kreuzberg (Gemarkung Bonzel)